# Obiettivi Canon EF 135mm
Gli obiettivi Canon EF 135mm sono teleobiettivi medio-corti prodotti da Canon Inc.. L'obiettivo ha un attacco EF ed è quindi compatibile con macchine fotografiche reflex della serie EOS.

## Canon EF 135mm f/2L USM
Il Canon EF 135mm f/2L USM è un'ottica principalmente impiegata per la fotografia di ritratti o per l'eventi sportivi che si svolgono in ambienti chiusi, dove l'illuminazione è spesso scarsa. La "veloce" apertura a f/2 rende l'obiettivo ideale per entrambe le applicazioni.
Tra i fotografi Canon questa lente è particolarmente ammirata per la sua nitidezza, contrasto e per il rendimento dei colori. L'obiettivo è anche popolare per la sua incisione a f/2, ossia alla massima apertura del diaframma, permettendo così ai fotografi di tenere fuori fuoco lo sfondo e contemporaneamente ottenere numerosi dettagli sul soggetto primario, notevolmente "staccato" dall'area fuori fuoco. Questo dà la possibilità ai fotografi di avere un controllo preciso sulla profondità di campo.

## Canon EF 135mm f/2.8 con Softfocus
Il Canon EF 135mm f/2.8 con Softfocus è un obiettivo fisso con attacco EF introdotto da Canon nel 1987.
Questo il solo obiettivo EF che è dotato di funzione soft focus (detto anche flou), permettendo all'utente di controllare la correzione dell'ottica dell'aberrazione sferica. Questa caratteristica viene regolata ruotando il selettore del soft focus, il quale permette tre scelte, 0, 1 e 2. L'impostazione 0 funziona come un classico obiettivo con focale fissa da 135mm, mentre la 1 e la 2 regolano la morbidezza del focus. Questa viene realizzato attraverso la rotazione delle lenti all'interno dell'obiettivo in modo da creare deliberatamente un'aberrazione sferica. A causa della vecchia età, il 135mm è sprovvisto del motore ultrasonico (USM). L'ottica è compatibile con tutte le fotocamere Canon EF e supporta tutti i filtri da 52mm.

## Specifiche
| Attributo                        | f/2L USM     | f/2.8 con SF |
| -------------------------------- | ------------ | ------------ |
| Foto                             |              |              |
| Caratteristiche principali       |              |              |
| Stabilizzatore d'immagine        | No           | No           |
| Motore ultrasonico               | Sì           | No           |
| Obiettivi serie L                | Sì           | No           |
| Elementi ottici diffrattivi      | No           | No           |
| Macro                            | No           | No           |
| Dati tecnici                     |              |              |
| Massima apertura                 | 2            | 2.8          |
| Apertura minima                  | 32           | 32           |
| Gruppi/elementi                  | 8/10         | 6/7          |
| N. di lamelle del diaframma      | 8            | 6            |
| Minima distanza di messa a fuoco | 3.0 ft/0.9 m | 4.3 ft/1.3 m |
| Max. magnification               | 1:5.3        | 1:8.3        |
| Angolo di campo orizzontale      | 15°          | 15°          |
| Angolo di campo diagonale        | 10°          | 10°          |
| Angolo di campo verticale        | 18°          | 18°          |
| Dati fisici                      |              |              |
| Peso                             | 750 g        | 390 g        |
| Diametro massimo                 | 82.5 mm      | 69.2 mm      |
| Lunghezza                        | 112 mm       | 98.4 mm      |
| Diametro del filtro              | 72 mm        | 52 mm        |
| Storia                           |              |              |
| Data di rilascio                 | Aprile 1996  | Ottobre 1987 |